# Egon Kornauth

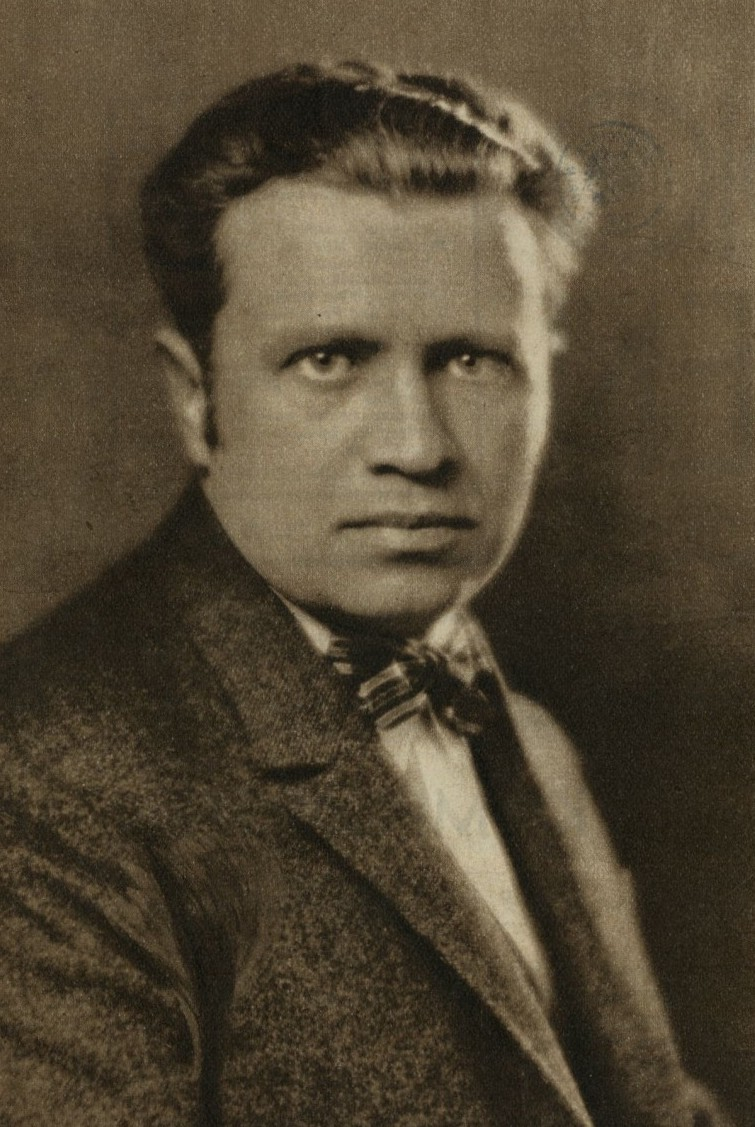
Egon Kornauth, um 1933

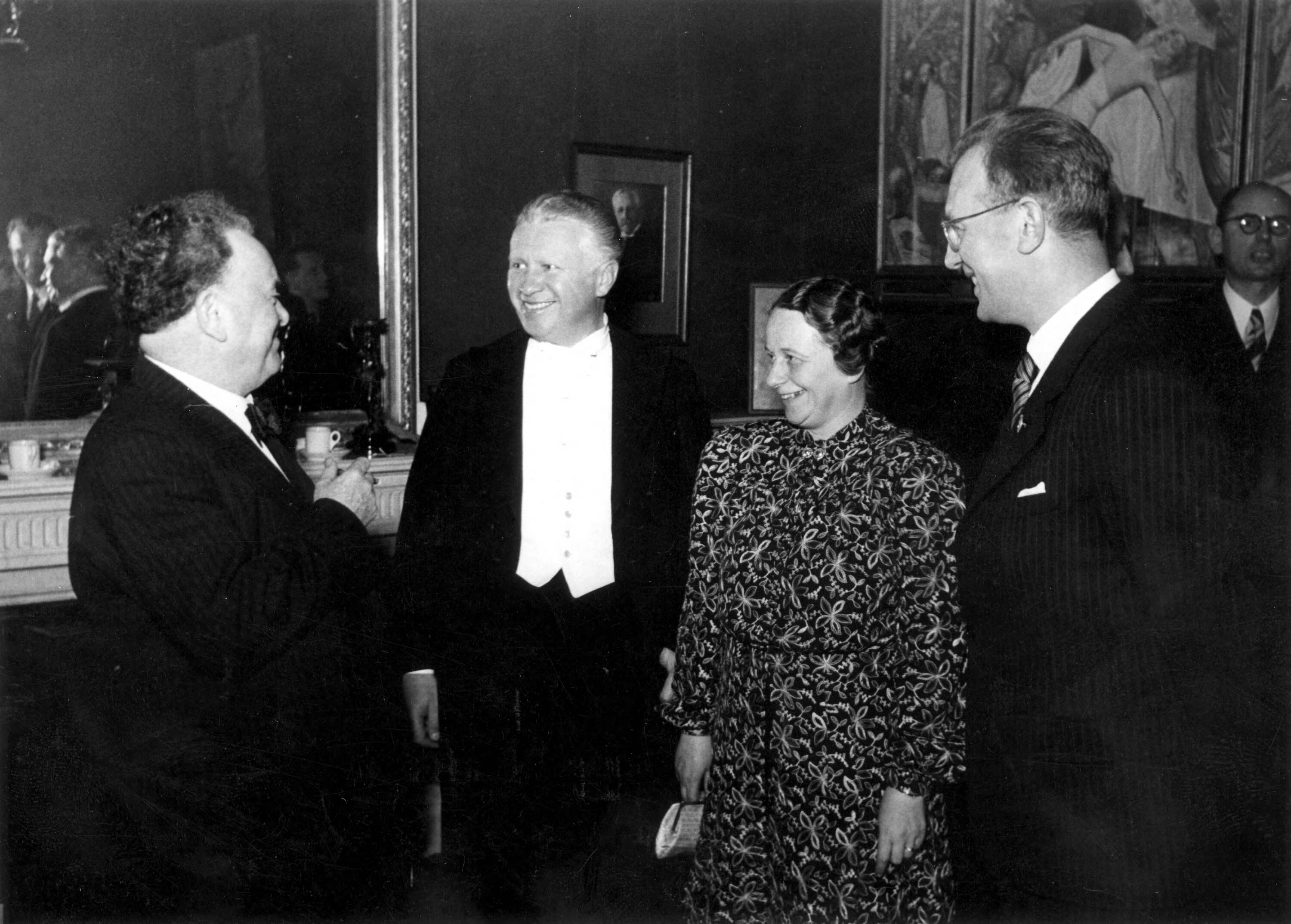
Willem Mengelberg, Kornauth, Erika Rokyto und Arthur Seyß-Inquart im Concertgebouw, April 1941

Egon Kornauth (* 14. Mai 1891 in Olmütz, Mähren; † 28. Oktober 1959 in Wien) war ein österreichischer Komponist und Dirigent.

## Leben
Egon Kornauth erhielt schon als Schüler eine vielseitige Instrumentalausbildung und trat als 15-jähriger Pianist in Olmütz erstmals an die Öffentlichkeit. Er übersiedelte 1909 nach Wien und begann sein Studium an der Wiener Musikakademie (bei Robert Fuchs und Franz Schreker) sowie an der Universität Wien (u. a. Musikwissenschaft bei Guido Adler). Schon 1910 unternahm er eine Konzertreise durch die USA und erhielt 1913 für seine Sonate für Viola und Klavier, op. 3, den Staatspreis.
1915 wurde er zum Dr. phil. promoviert. und nahm bei Franz Schmidt privaten Kompositionsunterricht. 1919 erhielt er den Preis der „Gustav-Mahler-Stiftung“, 1922 den Kammermusikpreis des Landes Salzburg.
1926/27 leitete er das Symphonieorchester in Medan (Indonesien) und erhielt nach seiner Rückkehr 1929 den Kunstpreis der Stadt Wien. Von 1933 bis 1936 unternahm er eine mehrjährige Konzertreise durch Südamerika und Skandinavien. In den folgenden Jahren unternahm er Konzertreisen in Europa und erhielt beim Wettbewerb der Wiener Konzerthausgesellschaft 1939 den 1. Preis. 1940 wurde er Professor für Musiktheorie an der Wiener Musikakademie.
In der Zeit des Dritten Reichs war Kornauth wegen seiner Popularität und eingängigen Tonsprache zwar bei den Machthabern geschätzt, hielt jedoch – bis auf kleine Konzessionen, wie seine Mitgliedschaft in der Reichsmusikkammer – ohne Opportunismus Distanz, erneuerte z. B. (wohl durchaus demonstrativ) seine Beziehungen zu seinem früheren Professor an der Universität Wien, Guido Adler, der als Jude damals unter Hausarrest stand, und hielt diesen Kontakt bis zu Adlers Tod 1941.
Ab 1. Oktober 1945 war er Professor für Komposition an der Salzburger Akademie für Musik und darstellende Kunst „Mozarteum“, 1946/47 deren stellvertretender Direktor.
1972 wurde die Kornauthgasse in Wien-Favoriten nach ihm benannt.

## Werke
Obwohl seine Werke zu Lebzeiten oft aufgeführt wurden (er war einer der häufigst gespielten Komponisten seiner Zeit), geriet er schon bald nach seinem Tod in weitgehende Vergessenheit. Kornauth war kein musikalischer Revolutionär, sondern eher ein Musiker in spätromantischer Tradition, doch durchaus mit Interesse an neuen Techniken – vergleichbar mit Erich Wolfgang Korngold, der ihm wohl nicht nur alphabetisch nahe ist.
Kornauths Musik bleibt stets der Tonalität verbunden, bereichert diese jedoch durch reiche Chromatik und lineare Stimmführung. Auch in der Form bleibt er klassischen Modellen wie der Sonatensatzform (wenngleich mit dominierendem Durchführungsteil) verbunden, besonders in seiner Kammermusik. Seine Musik zeigt lyrische Einfachheit und Naturverbundenheit, die sich auch in eher kurzen, konzisen Sätzen niederschlägt. In seinen fünf Orchestersuiten findet sich ebenso Kornauths Hang zum Aneinanderreihen autonomer Einzelsätze – dies ist ihm näher als die zielgerichtete Dynamik einer Symphonie.
Werkliste
- op. 1 Sechs Lieder für hohe Singstimme und Klavier (1911); davon Nr. 1 „Ganz im Geheimen“, Nr. 4 „Frühlingsruhe“ und Nr. 6 „In der Kirschenblüt’ “ für Singstimme und kleines Orchester.
- op. 2 Fünf Klavierstücke op. 2 (1912)
- op. 3 Sonate für Viola (oder Klarinette) und Klavier cis-Moll op. 3 (1912); davon Nr. 2 „Notturno“ (Andante) als op. 3b für Viola und Kammerorchester (1912)
- op. 4 Klaviersonate As-Dur op. 4 (1912)
- op. 5 Klarinettensonate op. 5
- op. 6 [-]
- op. 7 Orchestersuite Nr. 1 „Aus der Jugendzeit“ (auch: „Romantische Suite“ oder „Sinfonische Suite Nr. 1“) (1913; rev. 1928)
- op. 8 Vier Gesänge für hohe Stimme und Klavier (1914); auch für Singstimme und kleines Orchester
- op. 9 Sonate für Violine und Klavier e-Moll (1914)
- op. 10 Phantasie (1915)
- op. 11 Burleske (1916)
- op. 12 Acht Gesänge nach Richard Smekal für hohe oder mittlere Stimme und Klavier (1916); davon Nr. 2–4 und Nr. 6–8 für Singstimme und kleines Orchester
- op. 13 Symphonische Ouvertüre
- op. 14 Kleine Abendmusik für Streichquartett (1915)
- op. 15 Sonate (Sonatine) für Violine und Klavier D-Dur (1916)
- op. 16 „Gesang der späten Linden“ für Frauenchor und Klavierquintett (rev. 1933); auch für Frauenchor und Kammerorchester (1933)
- op. 17 Ballade für Orchester mit Solo-Violoncello
- op. 18 Klavierquartett op. 18 (1917)
- op. 19 Konzertstück für Violine und Kammerorchester (1917), auch für Violine und Klavier
- op. 20 [-]
- op. 21 Sechs Lieder für mittlere Stimme und Klavier (1918); auch für Singstimme und kleines Orchester
- op. 22 Sechs Lieder nach Hermann Hesse für mittlere Stimme und Klavier (1918), davon Nr. 1–5 für mittlere Singstimme und kleines Orchester und Nr. 5 „Drüben“ für mittlere Singstimme und Streichquartett
- op. 23 Drei Klavierstücke (1920); als op. 23a für 4 Hände bearbeitet
- op. 24 [-]
- op. 25 Streichsextett, als op 25a Musik für Streichorchester (1920)
- op. 26 Streichquartett g-Moll op. 26 (1920)
- op. 27 Klaviertrio op. 27
- op. 28 Sonate für Violoncello und Klavier
- op. 29 Kleine Suite (1923)
- op. 30 Streichquintett (1923)
- op. 31 Kammermusik (Nonett) für Bläserquartett und Streichquintett (1924); auch für Bläserquintett und Streichquartett als op. 31a (1924) und als Dezett für Bläserquintett und Streichquintett als op. 31b bearbeitet
- op. 32 Vier Klavierstücke op. 32 (1926); als op. 32a für 4 Hände bearbeitet
- op. 33 Klarinettenquintett op. 33 (1930)
- op. 34 Vier Lieder nach Brentano für hohe Stimme und Klavier (1931); auch unter dem Titel „Der Abend“ für Frauenchor mit Flöte, Klarinette und Streichquartett als op. 34a; Nr. 1 „Abendständchen“ und Nr. 2 „Der Spinnerin Lied“ für hohe Singstimme mit Soloflöte und Streichorchester; Nr. 3 „Wiegenlied“ für hohe (hoher Sopran) oder mittlere Singstimme und kleines Orchester
- op. 35 Orchestersuite Nr. 3 (auch: Sinfonische Suite Nr. 2) op. 35 (1931; rev. 1937); auch als op. 35a Klavierquintett
- op. 36 Acht Lieder nach Eichendorff für tiefe Stimme und Klavier op. 36 (1932); davon Nr. 1 „Der Einsiedler“ und Nr. 4 „Winternacht“ für hohe oder tiefe Singstimme und kleines Orchester (1933)
- op. 37 Sechs Lieder nach Eichendorff für hohe Stimme und Klavier op. 37/1-6 (7 u. 8 nicht im Druck erschienen) (1932)
- op. 38 Acht Lieder nach Eichendorff für mittelhohe oder höhere Stimme und Klavier op. 38 (1933); davon Nr. 8 „Valet“ für höhere oder tiefere Singstimme und kleines Orchester
- op. 39 (Text: Friedrich Hölderlin) Nr. 1 „Lied der Freundschaft“ für Männerchor; Nr. 2 „Lied der Liebe“ für gemischten Chor (1933)
- op. 40 Orchestersuite Nr. 5 „Romantische Suite“ op. 40 (1936)
- op. 41 Kleine Hausmusik für Streichquartett; auch als op. 41a Sonatine (1939)
- op. 42 Orchestersuite Nr. 4 (1938)
- op. 43 Präludium und Passacaglia (1939)
- op. 44 Fünf Klavierstücke (1940)
- op. 45 Triosuite für Violine, Violoncello (oder Viola) und Klavier op. 45 (1948); darvon Nr. 2 „Valse triste“ für Viola und Klavier
- op. 46 Sonatine für Violine (oder Flöte, Viola) und Klavier (1952)
- op. 47 Drei Stücke für Violoncello (oder Viola) und Klavier (1954)

## Auszeichnungen und Mitgliedschaften
- 1913 Staatspreis für Musik
- 1919 Preis der „Gustav-Mahler-Stiftung“
- 1922 Kammermusikpreis des Landes Salzburg
- 1929 Kunstpreis der Stadt Wien
- 1940 Mitglied der Gesellschaft für Steirische Musik
- 1943 Hausmusik-Preis des Deutschen Reichsfunks
- 1949 Verleihung des Berufstitels „ao. Hochschulprofessor“.
- 1951 Großer Österreichischer Staatspreis für Musik
- 1953 Ehrenmitgliedschaft der Wiener Konzerthausgesellschaft
- 1954 Mitglied des Österreichischen Kunstsenats